# Colibrí presumit de Gould
El colibrí presumit de Gould (Lophornis gouldii) és una espècie d'ocell de la família dels troquílids (Trochilidae) que habita zones boscoses i sabanes del centre del Brasil i est de Bolívia.